# Psaenythia elegans
Psaenythia elegans är en biart som beskrevs av Holmberg 1921. Psaenythia elegans ingår i släktet Psaenythia och familjen grävbin. Inga underarter finns listade i Catalogue of Life.